# 간분
간분(寛文, かんぶん)은 일본의 연호(元号) 중 하나이다.
- 전후 : 만지(万治) 이후 - 엔포(延宝) 이전.
- 시기 : 1661년 ~ 1672년
- 천황 : 고사이 천황, 레이겐 천황
- 쇼군 : 에도 막부의 도쿠가와 이에쓰나

## 개원(改元)
- 만지 4년 4월 25일(1661년 5월 23일), 궁궐 화재 등 재난을 이유로 개원.
- 간분 13년 9월 21일(1673년 10월 30일), 엔포로 개원된다.

## 출전
『순자・치사편』의 「節奏陵而文、生民寛而安、上文下安、巧妙之極也」.

## 간분 시기에 일어난 일
- 3년
  - 우스 산 분화.
- 4년
  - 하치노헤번이 설치되다.
- 7년
  - 도다이지(東大寺) 니가쓰도(二月堂)가 슈니에(二月堂, 일본의 불교 행사)때의 실화로 인해 소실되다.
- 11년
  - 다테 소동. (간분 사건)

## 서력과의 대조표
| 간분 | 원년   | 2년    | 3년    | 4년    | 5년    | 6년    | 7년    | 8년    | 9년    | 10년   | 11년   | 12년   | 13년   |
| ---- | ------ | ------ | ------ | ------ | ------ | ------ | ------ | ------ | ------ | ------ | ------ | ------ | ------ |
| 서력 | 1661년 | 1662년 | 1663년 | 1664년 | 1665년 | 1666년 | 1667년 | 1668년 | 1669년 | 1670년 | 1671년 | 1672년 | 1673년 |
| 간지 | 신축   | 임인   | 계묘   | 갑진   | 을사   | 병오   | 정미   | 무신   | 기유   | 경술   | 신해   | 임자   | 계축   |

## 같이 보기
- 일본의 연호 일람

| 이전 만지 | 일본의 연호 1661년 ~ 1673년 | 다음 엔포 |